# Adolf Engler
Heinrich Gustav Adolf Engler (født 25. marts 1844 i Żagań, død 10. oktober 1930 i Berlin) var en tysk botaniker.
Engler erhvervede 1866 en doktorgrad ved Breslau universitet og blev 1871 lektor i München. Fra 1878 og årene frem var han direktør ved skiftende botaniske haver, først i Kiel, så i Breslau og fra 1889-1921 i Berlins botaniske have. Han er især kendt for sit arbejde med plantetaksonomi og plantegeografi, for eksempel i Die Natürlichen Pflanzenfamilien (23 bind). Han definerede i 1879 de biogeografiske regioner.
Engler foretog mange rejser: 1889 Algeriet og Tunesien, 1901 De Kanariske Øer, 1902 og 1905 Syd- og Østafrika, 1906 tropisk Asien og i 1913 en verdensomsejling.
Engler blev medlem af det konglige, svenske videnskabsakademi i 1891. Han modtog i 1913 videnskabsakademiets store Linnémedaljen i guld.
Engl. er standardforkortelsen (autornavnet), i forbindelse med en plantes botaniske navn som for eksempel Bryidae.

## Værker
- Flora Brasiliensis (15 bind, 1840-1906), indeholdende mere end 22 tusind plantearter, redigeret af Carl Friedrich Philipp von Martius, hvor Engler medvirkede ved flere plantefamilier
- Versuch einer Entwickelungsgeschichte der Pflanzenwelt, insbesondere der Florengebiete seit der Tertiärperiode (to bind, 1879-82), i hvilket han kombinerede palæobotanikkens resultater med plantegeografiens.
- Botanische Jahrbücher für Systematik, Pflanzengeschichte und Pflanzengeographie (fra 1881 til nutiden). Skiftede i 2010 navn til  Plant diversity and evolution: Phylogeny, biogeography, structure and function
- Die Pflanzenwelt Ost-Afrikas und der Nachbargebiete (tre bind, 1895), et af flere værker om floraen i Tysklands besiddelser i Afrika.
- Die natürlichen Pflanzenfamilien (23 bind, 1887-1915), i hvilket de forskellige familier bearbejdedes af et stort antal af samtidens fremmeste botanikere.
- Die Vegetation der Erde, Sammlung pflanzengeographischer Monographien (1896-1902)
- Das Pflanzenreich (107 bind, 1900–1953), der skulle omfatte alle verdens plantearter.[1]